# Kontra K

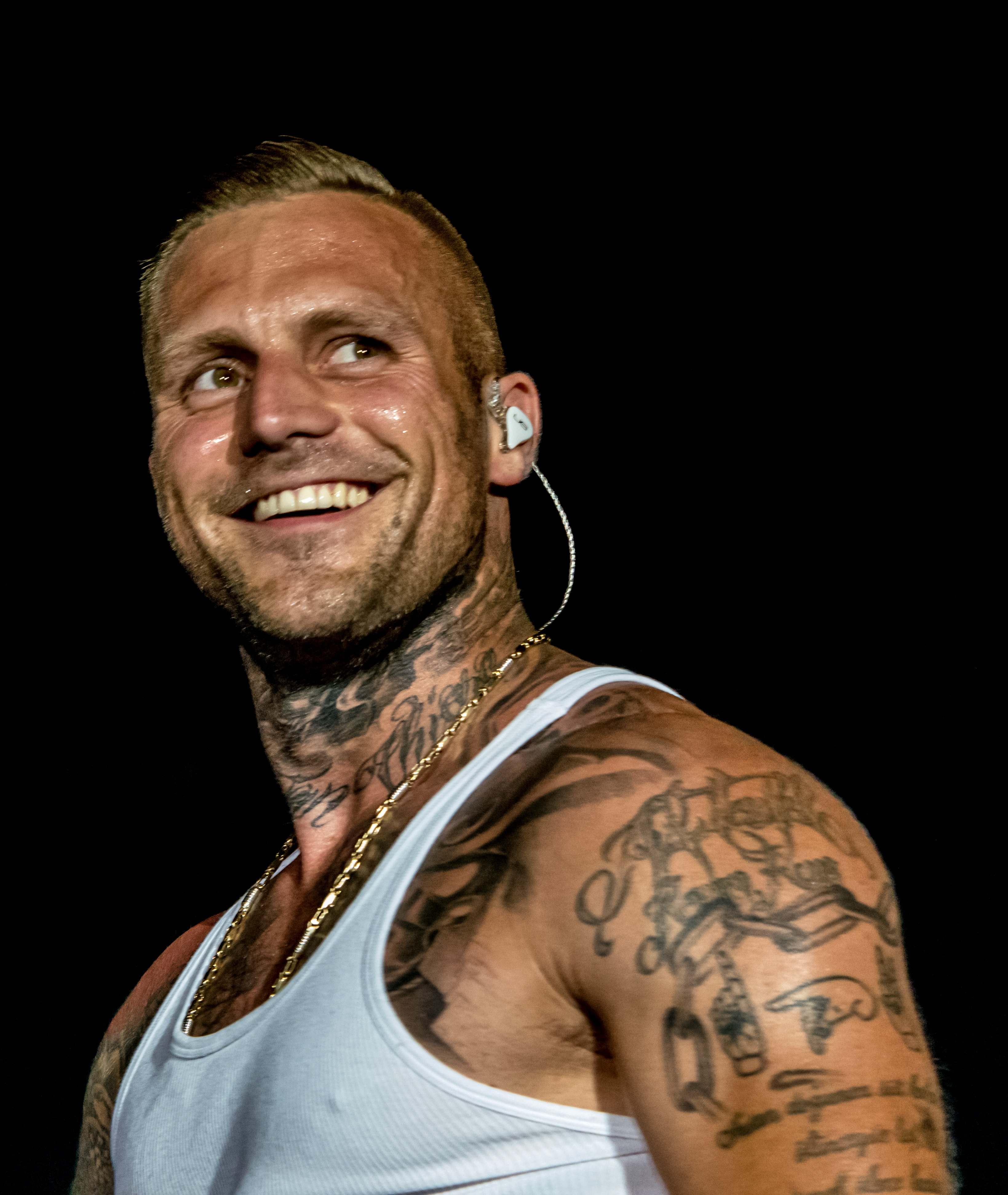
Kontra K auf dem ZMF 2018 in Freiburg

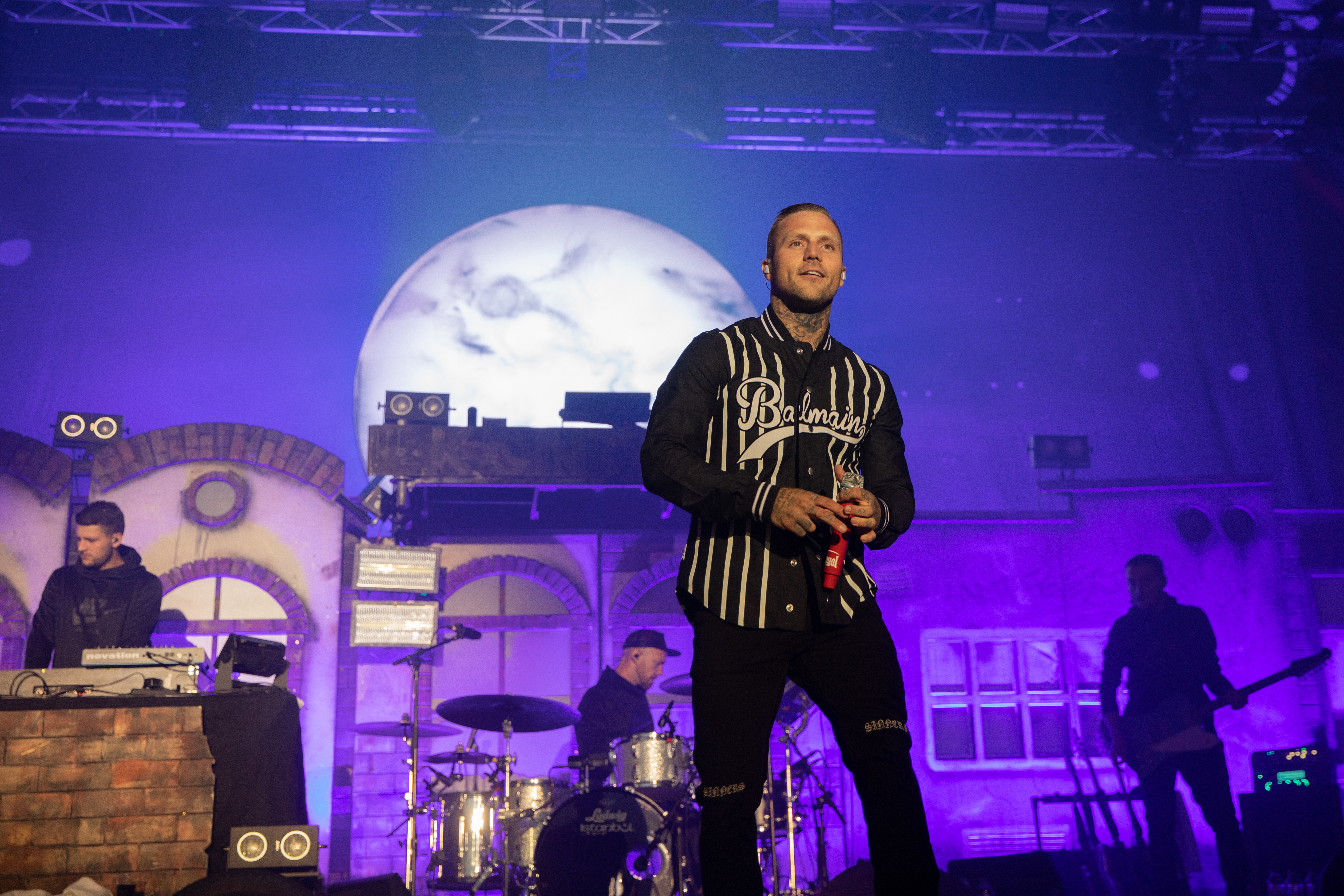
Kontra K bei den Fritz DeutschPoeten 2018

Kontra K (* 3. Juli 1987 in Berlin; bürgerlich Maximilian Tibor Albert Diehn, auch als KOИTRA K stilisiert) ist ein deutscher Rapper, der bei Universal Music unter Vertrag steht.

## Leben
Kontra K wuchs in Berlin auf. Nach seinem Realschulabschluss entdeckte er mit 16 Jahren die Liebe zum Rap und eiferte seinen US-amerikanischen Idolen Nas, 2Pac, The Notorious B.I.G. und Naughty by Nature nach. Gleichzeitig begann er mit dem Kickboxen. 2006 gründete er mit KiezSpezial das Rapduo Vollkontakt. Das Duo wurde von Kaisa auf dessen Label Hell Raisa Records unter Vertrag genommen. Dort erschien das Fight Club Mixtape Vol.1. Allerdings löste Kaisa anschließend das Label auf. Mit den ehemaligen Labelzugehörigen Skinny Al und Fatal gründete Kontra K anschließend das Label DePeKaRecords. Den Vertrieb übernahm Distributionz.
2010 erschien Kontra Ks Debütalbum Dobermann, 2012 folgte ein Dubstep-Mixtape namens Electrosmog. Das zweite Album, Was die Zeit bringt, erschien ebenfalls 2012 und war eins der bestverkauften Alben von Distributionz und maßgeblich daran beteiligt, dass Distributionz „Label des Monats April“ bei Amazon wurde. Es folgte 2013 die EP Auf Teufel komm raus (zusammen mit Bonez MC) sowie das dritte Album 12 Runden, das Platz 8 der deutschen Albumcharts erreichte.
Im Mai 2014 unterschrieb Kontra K einen Vertrag bei Four Music. Die erste Veröffentlichung war die EP Wölfe. Am 6. Februar 2015 veröffentlichte er sein viertes Soloalbum Aus dem Schatten ins Licht und erreichte Platz 2 der deutschen Charts.
Im Jahr 2016 folgte das fünfte Soloalbum Labyrinth, an dem unter anderem Bonez MC, RAF Camora und die Band Haudegen mitwirkten. Zu An deiner Seite wurde einen Tag davor ein interaktives Video mit unter anderem Lex Shrapnel, Kyra Sophia Kahre und Bill Fellows veröffentlicht. Das Album stieg am 27. Mai 2016 auf Platz 1 der deutschen Albumcharts ein.
2017 erschien sein sechstes Soloalbum Gute Nacht über BMG. Die Zusammenarbeit mit seinem bisherigen Label Four Music hatte er beendet und sprach in diesem Zusammenhang von einer gütlichen Trennung aufgrund von Differenzen bezüglich der Arbeitsweise.

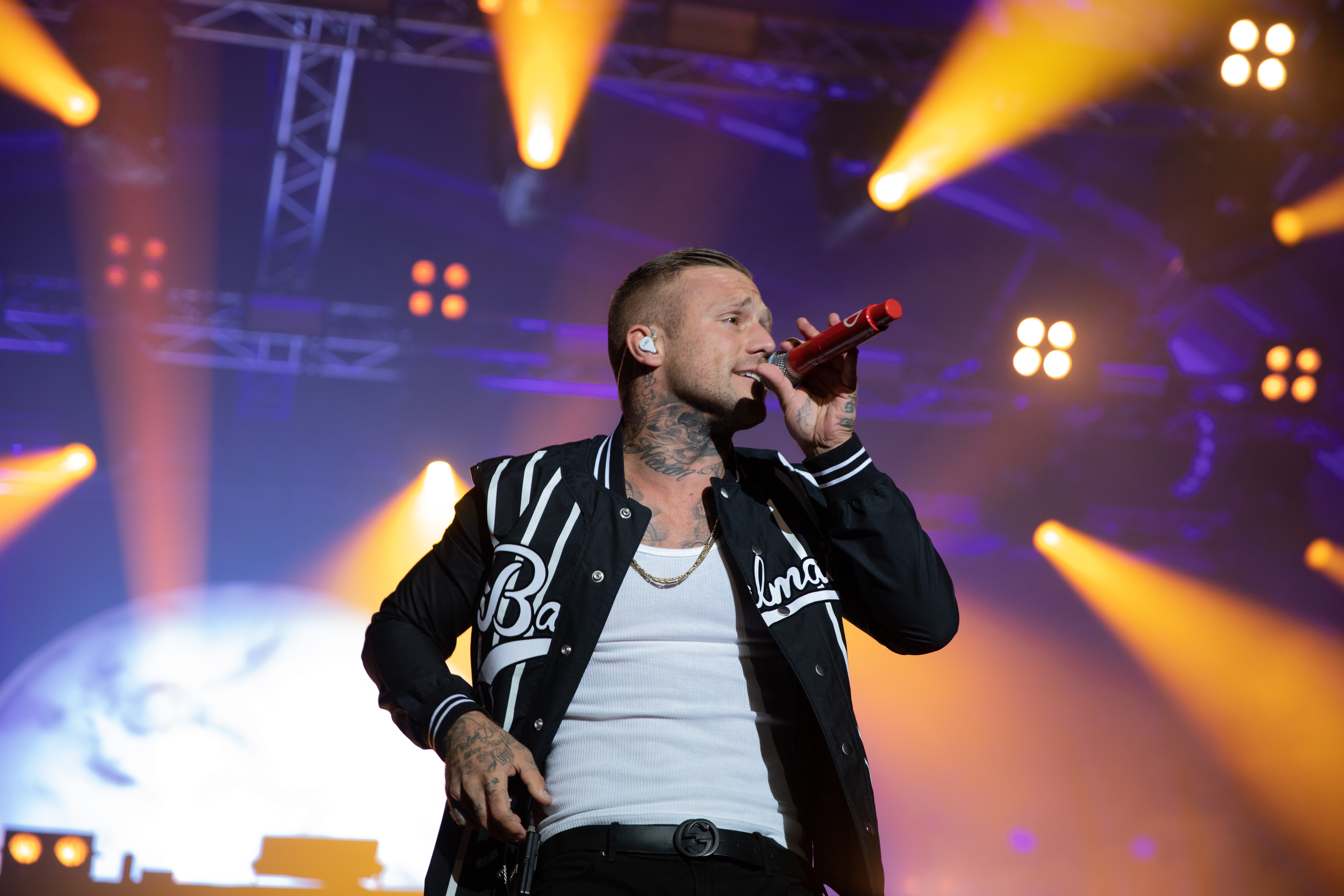
Kontra K bei den Fritz DeutschPoeten 2018

2018 erschien sein siebtes Soloalbum Erde & Knochen, 2019 veröffentlichte er sein achtes Album Sie wollten Wasser doch kriegen Benzin und mit The Cratez und Luciano die Single Himmel grau. Die Single wurde auf dem Produzentenalbum Nonstop von The Cratez veröffentlicht.
Im September 2020 wurde das neunte Studioalbum mit dem Titel Vollmond veröffentlicht, gefolgt von seinem zehnten Album Aus dem Licht in den Schatten zurück im Mai 2021. Im August 2022 folgte das elfte Album Für den Himmel durch die Hölle.
Mit seinem Lied Wenn das Schicksal trifft stellt Kontra K die offizielle Hymne der ersten Saison der European League of Football. Er trat zudem in der Halbzeitshow des Finales der ELF 2021 auf.
Bei den NFL German Games trat Kontra K zusammen mit Nico Santos am 5. November 2023 in Frankfurt während der Half Time Show auf.
Am 9. November 2023 veröffentlichte er sein zwölftes Studioalbum Die Hoffnung klaut mir niemand.

## Image und Musik
Die Musik von Kontra K entsteht vor allem in Zusammenarbeit mit seinem Hauptproduzenten The Cratez aus Berlin. Er vermarktet sich als Junge von der Straße mit Hang zum Kampfsport. Dabei fordert Kontra K den Zusammenhalt der Straße und vermischt gesellschaftskritische Töne mit eigenen Erfahrungen. Im Laufe seiner Rap-Karriere wandelten sich neben seinem Image auch seine Themen. So klangen seine ersten Rapalben (z. B. Dobermann, Fight Club Mixtape Vol. 1) noch stark nach deutschem Gangsta-Rap.
Spätestens seit der EP Wölfe im Jahr 2014 und dem Album Aus dem Schatten ins Licht im Jahr 2015 entfernte sich Kontra K von seinem „Brutalo-Image“ eines Jungen von der Straße und somit auch vom klassischen Gangsta-Rap sowie dessen typischen Textelementen. Seine neueren Texte enthalten vor allem Zeilen, in denen er die Themen Kampfsport, „Versuche meine Hörer auf den Sportfilm zu bringen“, und Motivation gemischt mit Erfahrungen aus seinem eigenen Leben in den Vordergrund stellt. In einem Interview sagte er: „Ich bin noch zu einem guten Menschen geworden“.

## Kontroversen
In einem 1-Live-Interview im Jahr 2016 des WDR für die Reportage „Homophobie im Deutschrap“ vertrat Kontra K die Meinung, dass in der Jugendsprache das Wort „schwul“ eine Beleidigung sei, und dies „mit Rap unbedingt nicht viel zu tun“ habe. Weiter fand er, dem Vorwurf, ein Text gehe „zu weit“, lasse sich entgegensetzen, „Es gibt auch eben Meinungsfreiheit. Für jeden.“ Auf den Hinweis, dass sexuelle Orientierung eine genetische Komponente haben könne, entgegnete er:

„Ich glaube nicht, dass das eine Sache ist, die in den Genen liegt. Oder dass du schwul geboren wirst, das glaube ich nicht. Dafür können mich jetzt tausend Menschen hassen – ich glaube es einfach nicht.“

Im November 2022 wurde bekannt, dass die Berliner Staatsanwaltschaft gegen Kontra K wegen Drogenhandels ermittelt. Der Rapper soll über ein Krypto-Handy Geschäfte über etwa 100 Kilogramm Cannabis verabredet haben.

## Diskografie
Studioalben

| Jahr | Titel Musiklabel                                                   | Höchstplatzierung, Gesamtwochen, AuszeichnungChartplatzierungen (Jahr, Titel, Musiklabel, Platzierungen, Wochen, Auszeichnungen, Anmerkungen) | Höchstplatzierung, Gesamtwochen, AuszeichnungChartplatzierungen (Jahr, Titel, Musiklabel, Platzierungen, Wochen, Auszeichnungen, Anmerkungen) | Höchstplatzierung, Gesamtwochen, AuszeichnungChartplatzierungen (Jahr, Titel, Musiklabel, Platzierungen, Wochen, Auszeichnungen, Anmerkungen) | Anmerkungen                                                  |
| Jahr | Titel Musiklabel                                                   | DE | AT | CH | Anmerkungen                                                  |
| ---- | ------------------------------------------------------------------ | --- | --- | --- | ------------------------------------------------------------ |
| 2010 | Dobermann DePeKa Records (Soulfood)                                | — | — | — | Erstveröffentlichung: 12. Dezember 2010                      |
| 2012 | Was die Zeit bringt DePeKa Records (Soulfood)                      | — | — | — | Erstveröffentlichung: 30. November 2012                      |
| 2013 | 12 Runden DePeKa Records (Soulfood)                                | DE8 (1 Wo.)DE | — | — | Erstveröffentlichung: 6. September 2013                      |
| 2015 | Aus dem Schatten ins Licht Four Music (Sony)                       | DE2 Platin · (11 Wo.)DE | AT19 (2 Wo.)AT | CH14 (2 Wo.)CH | Erstveröffentlichung: 6. Februar 2015 Verkäufe: + 200.000    |
| 2016 | Labyrinth Four Music (Sony)                                        | DE1 Gold · (20 Wo.)DE | AT4 (3 Wo.)AT | CH8 (3 Wo.)CH | Erstveröffentlichung: 20. Mai 2016 Verkäufe: + 100.000       |
| 2017 | Gute Nacht BMG Rights Management (WMG)                             | DE1 Gold · (55 Wo.)DE | AT2 (6 Wo.)AT | CH7 (3 Wo.)CH | Erstveröffentlichung: 28. April 2017 Verkäufe: + 100.000     |
| 2018 | Erde & Knochen BMG Rights Management (WMG)                         | DE1 Gold · (38 Wo.)DE | AT1 (15 Wo.)AT | CH2 (7 Wo.)CH | Erstveröffentlichung: 11. Mai 2018 Verkäufe: + 100.000       |
| 2019 | Sie wollten Wasser doch kriegen Benzin BMG Rights Management (WMG) | DE1 Platin · (76 Wo.)DE | AT2 (64 Wo.)AT | CH4 (19 Wo.)CH | Erstveröffentlichung: 24. Mai 2019 Verkäufe: + 200.000       |
| 2020 | Vollmond BMG Rights Management (WMG)                               | DE1 Gold · (38 Wo.)DE | AT1 (21 Wo.)AT | CH4 (4 Wo.)CH | Erstveröffentlichung: 25. September 2020 Verkäufe: + 100.000 |
| 2021 | Aus dem Licht in den Schatten zurück BMG Rights Management (WMG)   | DE1 (13 Wo.)DE | AT1 (4 Wo.)AT | CH6 (3 Wo.)CH | Erstveröffentlichung: 21. Mai 2021                           |
| 2022 | Für den Himmel durch die Hölle Letzte Wölfe (UMG)                  | DE1 Gold · (66 Wo.)DE | AT4 (19 Wo.)AT | CH5 (9 Wo.)CH | Erstveröffentlichung: 25. August 2022 Verkäufe: + 100.000    |
| 2023 | Die Hoffnung klaut mir niemand Letzte Wölfe (UMG)                  | DE1 Gold · (61 Wo.)DE | AT3 (18 Wo.)AT | CH9 (9 Wo.)CH | Erstveröffentlichung: 9. November 2023 Verkäufe: + 75.000    |

## Auszeichnungen
1 Live Krone
- 2018: „Bester Live-Act“[21]
- 2019: „Bester Hip-Hop-Act“[22]
- 2020: „Bester Hip-Hop-Act“[23]
- 2021: „Bester Hip-Hop-Act“[24]

The Lovie Awards
- 2016: „Internet Video“ für An deiner Seite[25]

MTV Europe Music Awards
- 2023: „Best German Act“[26]